# Blade Runner 2
Blade Runner 2 (in originale Blade Runner 2: The Edge of Human) è un romanzo di fantascienza scritto da K. W. Jeter nel 1995. È il primo sequel del film Blade Runner dei tre scritti da Jeter, amico  dell’autore Philip K. Dick, dal quale fu autorizzato a proseguire la storia.
È stato tradotto e pubblicato in Italia da Sonzogno.

## Trama
Nove mesi dopo, dell’unità Blade Runner è rimasto ben poco. Gaff e Bryant sono morti, Deckard è sparito: vive in Oregon, in una baracca isolata dove si occupa di Rachael, giunta quasi alla scadenza quadriennale della sua esistenza di replicante Nexus 6, ma la cui vita viene prolungata artificialmente attraverso un modulo del sonno da trasporto.
Rick fa la conoscenza di Sarah Tyrell, nipote di Eldon, erede dell’intera multinazionale, ma soprattutto “stampo” umano da cui è stata tratta Rachael, cui è perfettamente identica: ogni replicante, difatti, viene creato a partire da una base esistente.
Deckard viene riportato a Los Angeles, ingaggiato da Sarah perché c’è un sesto replicante in giro oltre a quelli che ha eliminato nelle vicende già note. A quanto pare, inoltre la giovane Pris era umana e quindi il suo non è stato un “ritiro” ma un omicidio, per il quale è ricercato. La sua missione in incognito comincia con l’incontro del dottor Isidore, capo dell’ospedale per animali domestici “Van Nuys”, che si occupa di replicanti animali.
L’ex detective scopre qui che i “lavori in pelle” sono stati creati volutamente con emozioni umane: non per errore, ma per potere infliggere loro la sofferenza della schiavitù con cui controllarli. Non è tutto. Gli viene rivelato che il test “Voight-Kampff” non è affidabile: più volte, in passato, replicanti sono stati fatti passare per umani e viceversa.
Holden, il detective assassinato da Leon alle prime battute del primo capitolo, è invece ancora vivo e viene prelevato da Roy Batty, pure vivo, con uno spericolato blitz nell’ospedale in cui è ricoverato. Anche nel caso di Batty, non si tratta del replicante, morto sotto la pioggia, ma dello stampo umano, che fa curare e rimettere in sesto Holden con pezzi artificiali e protesi, trasformandolo in una sorta di ibrido. In cambio gli chiede di aiutarlo a cercare colui che gli considera il sesto replicante: Deckard.
Da Batty giungono ulteriori rivelazioni: anche Holden è un replicante e, per la verità, tutti i Blade Runner, da sempre, lo sono stati. Si vagheggia un complotto tra polizia, governo e produttori di androidi, dalle dinamiche e conseguenze non del tutto chiare.
Deckard continua la sua indagine; assiste all’abbattimento da parte di facinorosi di un dirigibile proveniente dalle colonie extra mondo, nella confusione riesce a travestirsi da poliziotto e infiltrarsi nella centrale. Parla con un Bryant in versione digitale, ma capisce che non è il suo vero ex capo: si tratta di una trappola che gli è stata tesa.
Rick sfugge a un agguato penetrando nei sotterranei del dipartimento. Riesce a superare indenne anche il treno dei prigionieri replicanti e poi si dirige in suo rifugio d’emergenza, privato e segreto. Qui trova J. F. Sebastian e Pris, sopravvissuta e quindi capace di scagionarlo, ma che si scopre essere effettivamente sintetica e non biologica come diceva Sarah.
Il triello finale vede Deckard contro Holden e Batty, convinti che anch’egli sia un replicante, parte della fantomatica cospirazione per eliminare l’unità Blade Runner. Deckard affronta Holden e riesce a fuggire, Batty litiga con Holden e lo ferisce gravemente, alla fine Batty sta per strangolare Deckard ma viene salvato proprio da Holden.
Deckard torna da Sarah e le rivela un sospetto: non esiste un sesto replicante. Parlando da remoto, lei confessa di aver inventato e mantenuto la voce per screditare deliberatamente e infine distruggere la sua azienda. Lo scopo, vendicarsi dello zio Eldon, che l’aveva solo sfruttata come modello e poi abbandonata a se stessa.
La Tyrrel Corporation salta in aria. Holden viene curato nuovamente e ancor più potenziato con la tecnologia, pronto a tornare al suo lavoro. Sarah all’ultimo momento si sostituisce a Rachael e comincerà con Deckard una nuova vita.

## Edizioni
- K. W. Jeter, Blade Runner 2: The Edge of Human, 1995, Bantam Books
- K. W. Jeter, Blade Runner 2, 1997, Sonzogno, 1997, ISBN 8845409686